# Zemětřesení na Jávě (červenec 2006)
Zemětřesení na Jávě v červenci 2006 bylo zemětřesení o síle 7,7 momentové škály pod hladinou Indického oceánu poblíž pobřeží indonéského ostrova Jávy. Stalo se 17. července 2006 v 08:24 UTC (15:24 místního času).
Zemětřesení způsobilo 3 metry vysokou vlnu tsunami, která ničila domy na jižním pobřeží Jávy, zabila přinejmenším 339 lidí, přičemž dalších nejméně 136 se pohřešuje. Geologická služba USA určila souřadnice epicentra zemětřesení na 9°17′42″ j. š., 107°20′49″ v. d. a jeho hypocentrum do hloubky 48,6 km pod mořským dnem.
To je 225 km severovýchodně od Vánočního ostrova, 240 km jihojihovýchodně od indonéského města Tasikmalaya a 358 km jižně od Jakarty, hlavního a největšího města Indonésie.
Tsunami zasáhlo indonéské pobřežní vesnice Cipatujah a Pangandaran jižně od Bandungu.
Západojávská pobřežní střediska v Pangandaranu údajně utrpěla rozsáhlé škody. Tisíce lidí z nich utekly na výše položená místa.
Indonéská meteorologická a geofyzikální agentura uvedla: „Dá se předpokládat, že by pobřeží v okruhu méně než 100 kilometrů od epicentra zemětřesení mohly postihnout místní vlny tsunami,“ čímž zároveň naznačila nemožnost vzniku rozsáhlé tsunami podobné té, co zasáhla region 26. prosince 2004. Navzdory tomu Indie stále varuje před tsunami v oblasti Andamanských ostrovů, které se nacházejí v Bengálském zálivu. Za velké tsunami z 26. prosince 2004 utrpělo toto souostroví vážné škody. Varování bylo vydáno i pro Vánoční ostrov, i když policie na ostrově hlásí, že nevznikly žádné škody. Australská agentura Bureau of Meteorology na ostrově naměřila pouze 60 cm vysokou vlnu tsunami. Varování bylo uveřejněno i pro oblast Kimberley v Západní Austrálii.
Podle tvrzení obyvatele Pangalenganu se vlna pohybovala k pobřeží rychlostí 40 kilometrů za hodinu.
Prohlásil rovněž, že tsunami byla „nejméně 5 metrů vysoká.“ Další obyvatel zmínil, že se desítky místních rybářů obávaly utonutí v této velké vlně.
Podle mluvčího indonéského ministerstva zdravotnictví bylo zraněno asi 450 lidí a kolem 52 700 přišlo o přístřeší.